# Кочедыжник женский
Кочеды́жник же́нский, или Па́поротник женский (лат. Athýrium fílix-fémina) — папоротник; вид рода Кочедыжник. Имеет очень широкое распространение в Северном полушарии. Его внешний вид (габитус) ассоциируется в сознании с представлением о папоротнике вообще. Его крупные, ажурные триждыперистые листья придают ему яркий декоративный облик тропического растения в северном лесу.

## Название
Видовое название — filix-femina — дословно значит «папоротник женский» (от лат. filix — папоротник и femina — женщина, самка). Это название имеет древнее ритуальное происхождение (римское) и носит сравнительный характер, поскольку наряду с женским папоротником в лесах встречался (и встречается по сей день) также и папоротник мужской (Dryopteris filix-mas), отличающийся значительно более сильными, прямостоячими и менее мелкоперистыми листьями, чем женский. Сопоставление это носит чисто образный характер и его не следовало бы понимать буквально, как однодомность или двудомность цветкового растения (например, общеизвестного растения верба). Папоротник мужской относится к роду Щитовник, а папоротник женский — к роду Кочедыжник, и они являются не более чем далёкими родственниками в рамках одного порядка Многоножковые. Кроме того, споровые растения в принципе не имеют деления по признаку пола.
Можно отметить особо, что прямое сопоставление двух родственных, но не близких папоротников в русский язык перешло из латыни, а также из ботанической латыни. Однако, если в Римской империи эти два разных растения носили простое название: Filix-mas и Filix-femina, что переводится как папоротник мужской и папоротник женский, безо всяких добавлений и определений, то в русском языке от сопоставления осталась ровно половина, но зато добавилось чисто славянская образность названия. Filix-mas превратился в Щитовник мужской, а Filix-femina получил название Кочедыжника женского (от старославянского слова «кочедыга» — большой корявый корень, корневище), что довольно сильно украсило образный стиль строгих ботанических названий.

## Ботаническое описание
Кочедыжник женский — один из самых широко известных  лесных папоротников умеренной и северной климатической зоны. Он имеет незаметное, толстое и короткое ползучее корневище, густо покрытое тонкими черновато-коричневыми плёнчатыми чешуйками и чёрно-бурыми остатками листовых черешков. Корни толстые, чёрные и плотные, характерного для папоротников вида.
То, что сразу бросается в глаза и выделяет кочедыжник женский из растущих рядом растений — это его листья. Крупные, собранные в раскидистый пучок эллиптические листья с дважды-трижды перистой, ажурно тонкой листовой пластинкой (несущей до 20—30 пар листочков) придают растению декоративный облик, который трудно спутать с каким-то другим видом папоротника. Стерильные листья отличаются от фертильных довольно слабо — чаще всего только размером и немного плотностью, поскольку с момента созревания на взрослых растениях кочедыжника все листья являются спороносными. Листовые черешки длинные (почти на всю длину листа), гибкие, отчётливо зеленоватого цвета и почти голые. Если повернуть лист нижней стороной к себе, можно увидеть на каждом сегменте листовой пластинки по 2—5 сорусов, расположенных по обе стороны от средней питающей жилки. Сорусы имеют продолговатую форму, они вытянуты вдоль разветвлений жилок или охватывают их своим изгибом в виде небольшой подковки или крючка. Бахромчатое по краю покрывало полностью закрывает и защищает каждый сорус с верхней стороны и повторяет его форму. Если у семейства Щитовниковые сорусы имеют почковидную форму, то кочедыжниковые — в основном удлинённую. С нижней стороны листа женского папоротника можно наблюдать разнообразные по форме сорусы, которые бывают и округлыми, и удлинёнными, и подковообразными, повторяя по своей форме направление питающей жилки отдельного сегмента листа.
Листья кочедыжника женского очень изящны и декоративны. Они могут достигать одного метра, оставаясь на вид совершенно ажурными, воздушными и невесомыми. Зрелые, полностью сформированные листья живут один сезон, выполняют вегетативную функцию, а также функцию размножения — и при первых же морозах увядают. Но к тому моменту (начиная с июня и до сентября) уже вызревают и рассеиваются споры, из которых в благоприятных условиях той же осенью вырастает и уходит под снег на зимовку гаметофит, маленькое ползучее растение сердцевидной формы, внешне совершенно не похожее на папоротник.
Кочедыжник женский в природе очень изменчив и может очень сильно различаться по форме, размеру и плотности листьев. В разных ареалах уже в конце XIX века насчитывалось несколько десятков местных разновидностей. Впоследствии это послужило прекрасным материалом для гибридизации и получения большого числа садовых сортов и культиваров. В некоторых птеридологических справочниках XIX века было зарегистрировано более 300 разновидностей (включая гибриды и сорта) женского папоротника, которые встречались в природе или в культуре. Из природных разновидностей кочедыжника женского сегодня известны следующие: Athyrium filix-femina subsp. asplenioides (Michx.) Hultén, Athyrium filix-femina subsp. cyclosorum (Rupr.) C.Chr., Athyrium filix-femina subsp. angustum (Willd.) Claus, или Athyrium filix-femina var. angustum (Willd.) G.Lawson, который может упоминаться как Athyrium angustum (Willd.) C.Presl или Aspidium angustum Willd.

## Распространение
Кочедыжник женский является в большой степени космополитным растением. Это один из характерных папоротников, в значительной степени определяющий облик лесов — его можно встретить во всей Евразии и части Северной Америки. При этом он не является массово встречающимся или тем более господствующим растением на какой-либо местности. Как правило, он населяет влажные тенистые леса, заросли кустарников, опушки, луга, берега рек, временами встречается и на болотистых местах. Вид считается очень морозостойким. По ивнякам и берёзовым рощам лесотундры кочедыжник женский доходит даже до южных пределов тундры и арктической зоны вообще.
На территории России его ареал очень широк: его можно встретить по всей умеренной зоне вплоть до Полярного круга, от Кольского полуострова на севере европейской части — до Предуралья, по всему Уралу и всей территории центральной Сибири, где он встречается постоянно, однако, не очень часто. Например, в лесах средней полосы России он считается совершенно обычным растением. В Сибири кочедыжник женский является распространённым растением для южного и восточного побережья Байкала, часто встречается по лесной зоне вокруг Ангары (от Иркутска до Братска), реже на верхней Лене и северном Байкале, и уже только изредка — в Даурии.

## Таксономическое положение
Кочедыжник женский является типичнейшим представителем рода Кочедыжник — Athyrium Roth — из семейства Щитовниковые (Dryopteridaceae Herter) и является одним из самых широко распространённых видов этого рода в природе и особенно в садоводстве и искусственном озеленении.
Род Кочедыжник (Athyrium) включает в себя около 200 видов наземных, главным образом, лесных видов папоротников, распространённых в умеренном и субтропическом климатическом поясе Северного полушария. Только несколько видов кочедыжника встречаются в тропиках. Род кочедыжник включает в себя довольно крупные папоротники как с длинными ползучими, так и с довольно короткими корневищами и ажурными дважды или трижды перистыми листьями. Сорусы расположены не парами вдоль проводящей жилки листа (как у щитовника), а поодиночке. Они продолговатые или изгибающиеся, часто загнутые в виде подковы или крючка. Сорусы округлой формы встречаются очень редко.

### Синонимы
В синонимику вида входят следующие названия:
- Aspidium filix-femina (L.) Sw.
- Aspidium filix-mas var. remotum A. Br.
- Asplenium filix-femina (L.) Bernh.
- Asplenium michauxii Spreng.
- Athyrium angustum (Willd.) C. Presl
- Athyrium barnebyanum Mickel & Beitel
- Athyrium contingens Ching & S.K. Wu
- Athyrium dentatum Ching
- Athyrium ensiferum Ching & H.S. Kung
- Athyrium excelsium Ching
- Athyrium filix-femina var. dombeyi (Desv.) Hieron.
- Athyrium galeottii Fée
- Athyrium lancipinnulum Ching
- Athyrium michauxii (Spreng.) Fée
- Athyrium nudifrons Ching
- Athyrium oblongum Ching
- Athyrium paramicola L.D. Gómez
- Athyrium paucifrons C. Chr.
- Athyrium pumilio Christ
- Athyrium supranigrescens Ching
- Athyrium tarulakaense Ching
- Athyrium tsaii Ching
- Lastrea filix-femina (L.) Colomb
- Nephrodium filix-femina (L.) Michx.
- Polypodium filix-femina L.basionym

## Разновидности
По данным The Plant List (выделенным шрифтом отмечены разновидности признаваемые The Plant List на настоящий момент):
- Athyrium filix-femina subsp. angustum R.T. Clausen
- Athyrium filix-femina var. angustum (Willd.) G. Lawson
  - syn. Allantodia angustatum (Willd.) Desv.
  - syn. Aspidium angustum Willd.
  - syn. Athyrium angustum var. laurentianum Butters
  - syn. Athyrium filix-femina subsp. angustum R.T. Clausen
  - syn. Athyrium filix-femina var. michauxii (Spreng.) Farw.
  - syn. Athyrium filix-femina f. rubellum Farw.
- Athyrium filix-femina subsp. asplenioides Hultén
- Athyrium filix-femina var. asplenioides (Michx.) Farw.
  - syn. Allantodia asplenioides (Michx.) Desv.
  - syn. Aspidium asplenioides (Michx.) Sw.
  - syn. Athyrium asplenioides (Michx.) A.A. Eaton
  - syn. Athyrium asplenioides f. subtripinnatum Butters
  - syn. Athyrium filix-femina subsp. asplenioides Hultén
  - syn. Nephrodium asplenioides Michx.
- Athyrium filix-femina subsp. californicum Hult
- Athyrium filix-femina var. californicum Butters
  - syn. Athyrium filix-femina subsp. californicum Hult
- Athyrium filix-femina var. cyclosorum Rupr.
  - syn. Asplenium cyclosorum (Rupr.) Fernald
  - syn. Asplenium filix-femina var. cyclosorum Ledeb.
  - syn. Asplenium filix-femina var. sitchense Ledeb.
  - syn. Athyrium filix-femina subsp. cyclosorum (Rupr.) C. Chr.
  - syn. Athyrium filix-femina var. sitchense Rupr.
- Athyrium filix-femina subsp. cyclosorum (Rupr.) C. Chr.
- Athyrium filix-femina var. dentigera (Wall. ex C.B. Clarke) Bedd.
- Athyrium filix-femina var. dombeyi (Desv.) Hieron.
- Athyrium filix-femina var. flabellulata (C.B. Clarke) Bedd.
- Athyrium filix-femina var. michauxii (Spreng.) Farw.
- Athyrium filix-femina subsp. pectinatum (Wall. ex Mett.) Á. Löve & D. Löve
- Athyrium filix-femina var. pectinatum (Wall. ex Mett.) Bedd.
- Athyrium filix-femina var. polyspora (C.B. Clarke) Bedd.
- Athyrium filix-femina f. rubellum Farw.
- Athyrium filix-femina var. rubripes Kom.
- Athyrium filix-femina var. sitchense Rupr.
- Athyrium filix-femina f. strictum (Gilbert) J.T. Howell
  - syn. Athyrium cyclosorum var. strictum Gilbert

## Хозяйственное значение и применение
Во время вегетации до момента разворачивания молодых побегов (рахисов) в листья (вайи) их можно использовать в пищу как овощ.
Листья являются кормом для коз, изредка для пятнистого оленя, глухарей, но ядовиты для лошадей, крупного рогатого скота и свиней.

### Лекарственное применение
Папоротник женский давно известен в качестве лекарственного растения. Однако, в отличие от щитовника мужского, кочедыжник, обладая сходными лекарственными свойствами, никогда не был включаем в реестры официальных лекарственных растений. Отчасти это было связано с его более слабо выраженным лекарственным действием, но отчасти и с более трудными условиями сбора лекарственного сырья (в промышленных масштабах). В отличие от щитовника мужского, папоротник женский не образует больших сообществ и растёт чаще поодиночке или маленькими группами. Также и корневища у него более мелкие и медленно растущие. Поэтому основное применение кочедыжника женского связано с рецептами народной медицины. В качестве растительного сырья заготовляют в основном корневища, значительно реже — надземную часть растения. Сырьё сушат обычным для сбора лекарственных растений способом. Свежие корневища обладают характерным запахом и чуть сладковатым терпким вкусом. В них содержится аспидинол, альбаспидин, флаваспидовая и филиксовая кислота, кетон баркеол, дубильные вещества (до 8 % сухой массы), эфирные и жирные масла, смолы и камедь. Содержание сырого филицина в различных образцах — около 0,3 %. Корневища считаются слабо ядовитыми. Листья кочедыжника женского содержат до 120 мг% аскорбиновой кислоты, а также дубильные вещества и флавоноиды (растительные гормоны).
В народной медицине отвар из корневищ кочедыжника женского используется в качестве более мягко действующего и менее токсичного противоглистного средства (в отсутствие препаратов или сырья щитовника мужского, действие которого значительно сильнее). Ванны из отвара и одновременный приём внутрь 10%-го отвара применялись при лечении острой симптоматики у детей, страдающих эпилепсией — в качестве средства, ослабляющего судорожный тонус и успокаивающего центральную нервную систему. Такой же отвар (5—10 %) принимают внутрь при расстройствах желудочно-кишечного тракта, а спиртовую настойку корневища — при маточных, геморроидальных кровотечениях и в других сходных случаях. Водный настой (холодный экстракт) свежих (реже высушенных) листьев иногда рекомендуется как отхаркивающее средство при хронических бронхитах (и так называемом бронхите курильщика), а также при мигренозной головной боли.
Кочедыжник женский широко употребляется в классической тибетской медицине при лечении самого широкого ряда болезней, связанных с нарушением обмена веществ (в данном случае используется его системное воздействие на организм человека, ослабляющее мышечный, судорожный и психический тонус), а также при нефрите и вирусных простудах.
Спиртовой экстракт корневищ проявляет бактериостатическую активность.

### В культуре
Athyrium filix-femina давно известен как прекрасное декоративное растение для тенистых садов и нормально увлажнённых почв. Очень холодостойкий (за исключением некоторых «изнеженных» сортов европейской селекции, для которых устанавливается зона 3—4). Кочедыжник неплохо выносит и низкие, и затенённые, и избыточно влажные места; более выносливые, простые формы кочедыжника женского используются для массовых посадок в ландшафтных парках, хотя и не годятся для городского озеленения. Из-за своих нежных и крупных листьев нуждается в защите от ветра, городской пыли и прямых солнечных лучей, в противном случае мельчает или даже вскоре погибает. По методу выращивания кочедыжник женский — типичный многолетник, он образует куст и может расти на одном месте до 10 лет и более. При благоприятных условиях и почвах часто образует самосев. В парковых посадках неплохо сочетается в группах с купеной, хостами, лилиями и роджерсиями. Очень давно известен в садовой культуре и имеет более двух сотен гибридов и селекционных сортов, очень сильно отличающихся от природного вида как формой листа, так и общим габитусом. Ниже приведены несколько наиболее известных сортов с краткими описаниями:

#### Сорта
- 'Acrocladon' — все перья каждого листа беспорядочно курчавые до нитевидных, общий результат напоминает пучок морковной ботвы или сельдерея.
- 'Apioides' — карликовый сорт[7].
- 'Applebyanum' Appleby.[7]
- 'Apuaeforme' J. Horsfall. Боковые доли вай с «кисточками»[7].
- 'Barnesii' Barnes.[7]
- 'Canaliculatum'[7]
- 'Caput Medusae'[7]
- 'Cathedrale'. Карликовый сорт[7].
- 'Clarissima Jones' N. Devon. Имеет несколько вариаций[7].
- 'Congestum Minus' Riley. Найден в Ирландии. Имеет несколько вариаций[7].
- 'Conioides' T. Appleby. Имеет кристатную вариацию[7].
- 'Coronatum'. Имеет кристатную вариацию[7].
- 'Corymbiferum'. Вайи имеют на конце расщеплённый «гребешок», боковые доли вай оканчиваются более мелкими «гребешками»[7].
- 'Corymbiferum James' James.[7].
- 'Corymbiferum Strictum' Stansfield. Карликовая форма 'Corymbiferum'[7].
- 'Craigii' R. Craig[7]
- 'Crispatum' Paul (syn.: Grantle)[7]
- 'Crispum'[7]
- 'Crispum Coronatum'[7]
- 'Cristatum' — довольно крупные растения, отличающиеся от основного вида формой окончания каждого пера сложного листа. Как следует из названия сорта, каждый листочек заканчивается не «остриём», а гребешком или веером, от основания постепенно сужаясь и в конце резко разворачиваясь.
- 'Cristato-polydactylum' Messrs.[7]
- 'Cristulatum' Messrs.[7]
- 'Curtum' J. Wood. Имеет 2 разновидности: 'Curtum Cristatum' и 'Curtum Grandiceps'[7]
- 'Denticulatum' Barnes.[7]
- 'Depauperatum' J. Gunning[7]
- 'Depauperatum Edelsteinii'. Сеянец от 'Depauperatum', отличается строением вай[7]
- 'Diadematum' Elworthy.[7]
- 'Diffiso-multifidum' C. Elworthy[7]
- 'Doodioides' C. Elworthy[7]
- 'Elworthii' Elworthy[7]
- 'Elworthii Splendens'. Вариация 'Elworthii' отличающаяся строением вай[7]
- 'Excurrens' (syn.: 'Truncatum').[7]
- 'Fieldae'.[7]
- 'Flabelli-pinnula' Wilson. Найден в графстве Уэстморленд, Англия[7].
- 'Flexuosum' J. Huddart. Найден около озера Уиндермир, Англия[7].
- 'Formoso-cristatum' Elworthy.[7]
- 'Frizelliae' Frizell. Найден в графстве Уиклоу, Ирландия[7].
- 'Frizelliae' (syn. 'Frizelliae Nanum') — небольшое растение (30—40 см высотой) с узкими, почти линейными листьями. Отдельные перья короткие, округлые по форме, слегка зубчатые, расположены очерёдно, а не супротивно вдоль главного черешка листа.
- 'Frizelliae Cristatum'.[7]
- 'Frizelliae Nanum'. Карликовая форма[7].
- 'Glomeratum' Ivery. Обнаружен около города Доркинг, Англия[7]
- 'Inciso-digitatum' Lowe.[7]
- 'Jamesii' James. Вайи тонкие и плоские, боковые доли вай хохлатые. Сеянец 'Corymbiferum'[7].
- 'Kalon' James. Боковые доли вай хохлатые. Сеянец 'Corymbiferum'[7].
- 'Mesembryanthemoides' Clapham. Карликовая форма 'Grandiceps'[7].
- 'Moorei' James. Карликовая форма 'Grandiceps'. Место находки: Нормандские острова[7].
- 'Multiceps'.[7]
- 'Multifidum'.[7]
- 'Multifidum Tenue'James. Карликовая форма. Место находки: Нормандские острова[7]
- 'Multifurcatum' T. Pritchard.[7]
- 'Orbiculatum' Elworthy.[7]
- 'Sagittatum' — растения примерно такого же размера, что и природные, отдельные листья имеют чёткую стрельчатую форму, более плотные и узкие, чем у основного вида.
- 'Victoriae' James Cosh, 1861[7] — вайи имеют на конце расщеплённый «гребешок», боковые доли вай крестообразно скрещены и оканчиваются более мелкими «гребешками». Этот сорт бал случайно найден James Cosh на территории фермерского хозяйства. Вайи найденного растения достигали 91 см[8].
- 'Victoriae-cristatum' — эффектные растения с красноватыми или даже бордовыми черешками (в зависимости от освещения и почвы) и широкотреугольными листьями. Возможно, этот сорт является межвидовым гибридом с кочедыжником китайским. Отдельные перья листа густые, широкие и часто накрывают друг друга, что придаёт растению немного растрёпанный «артистический» вид.

- 'Apioides'
- 'Applebyanum'
- 'Apuaeforme'. Боковая доля вайи
- 'Barnesii'. Боковая доля вайи.
- 'Congestum Minus'. Боковая доля вайи
- 'Conioides'
- 'Coronatum'
- 'Corymbiferum'
- 'Corymbiferum Strictum'
- 'Craigii'
- 'Crispum'
- 'Crispum Coronatum'
- 'Cristato-polydactylum'
- 'Cristulatum'
- 'Curtum'. Боковая доля вайи
- 'Denticulatum'
- 'Depauperatum'
- 'Depauperatum Edelsteinii'
- 'Diadematum'
- 'Diffiso-multifidum'
- 'Doodioides'
- 'Elworthii'
- 'Elworthii Splendens'
- 'Fieldae'
- 'Flexuosum'. Боковая доля вайи
- 'Formoso-cristatum'
- 'Frizelliae'
- 'Frizelliae Cristatum'
- 'Frizelliae Nanum'
- 'Glomeratum'. Боковая доля вайи
- 'Inciso-digitatum'. Боковая доля вайи
- 'Jamesii'. Боковая доля вайи
- 'Kalon'. Боковая доля вайи
- 'Mesembryanthemoides'
- 'Moorei'
- 'Multiceps'. Боковая доля вайи
- 'Multifidum'
- 'Multifidum'
- 'Multifidum Tenue'. Боковая доля вайи
- 'Multifurcatum'. Боковая доля вайи
- 'Orbiculatum'
- 'Victoriae'
- 'Crispum', 'Depauperatum', 'Dissectum'
- 'Ovatum'
- 'Rhaeticum', 'Latifolium', 'Marinum'

## Патогенные грибы
Некоторые виды аскомицетов рода Тафрина (Taphrina) паразитируют на кочедыжнике женском. Taphrina athyrii, встречающаяся в северных и горных регионах Европы, вызывает пятнистость листочков, евразиатско-североамериканский вид Taphrina filicina может вызывать галлы.

## Прочие сведения
Широко распространённое предание об огненном цветке папоротника, который нужно было найти в ночь на Ивана Купалу, связано не с кочедыжником женским, а с папоротником щитовник мужской. У крестьян Вологодской области издавна существовало другое поверье: если в ночь на Ивана Купалу найти большой женский папоротник, терпеливо посидеть около него, не шевелясь и накрывшись плотной тканью, то можно узнать все тайны лесных трав и целебных растений. Якобы, спустя какое-то время можно будет увидеть в полумраке не очень тёмной северной ночи, как мимо папоротника женского пробегут одна за другой все лечебные травы, каждая назовёт себя и скажет, от какой болезни помогает.
Хотя кочедыжник женский и не считается в полной мере ядовитым растением, тем не менее его корневища содержат практически все те же вещества, что и ядовитый щитовник мужской, хотя и в меньшей концентрации. При этом известно, что жареные корневища и молодые нежные листья этого папоротника употребляют в пищу американские (в особенности канадские) индейцы с «дикого Запада».
Ещё с племенных первобытных времён кочедыжник женский считался «надёжным» и сильно действующим «ведьминским корнем». И в начале XXI века в «практике» распространены несколько испытанных веками рецептов наложения «порчи, проклятия и сглаза» при посредстве всего лишь одного корневища такого красивого и благородного растения, как папоротник женский. Для эффективности действия проклятия рекомендуется «…вырыть в лесу приглянувшееся растение кочедыжника женского, оборвать с корневища все листья, и над оставшейся кочедыгой в страшную полночь три раза прочитать заговор, который повторять три полночи подряд. После этого рекомендуется отнести кочедыгу папоротника женского на кладбище, найти могилу с тем же именем, что у мишени проклятия, посадить корневище и три раза повторить заклинание», текст которого здесь опущен. Глубинный смысл этой акции заключается в том, что кочедыга, посаженная на могилу, начинает расти, набухать и пить жизненные соки того, на кого наложено проклятие. В заключение рекомендуется плюнуть три раза через левое плечо.